# Andy Husted
Andy Husted – jeden z założycieli amerykańskiej grupy punk-rockowej MxPx, w której grał na gitarze. Opuścił zespół w 1995, aby kontynuować naukę. W zespole zastąpił go Tom Wisniewski.